# توم كيمل
توم كيمل (بالإنجليزية: Tom Kimmel)‏ هو مغن مؤلف أمريكي، ولد في 1953.

## وصلات خارجية
- توم كيمل على موقع IMDb (الإنجليزية)
- توم كيمل على موقع ميوزك برينز (الإنجليزية)
- توم كيمل على موقع ميوزك برينز (الإنجليزية)
- توم كيمل على موقع ديسكوغز (الإنجليزية)